# 三洋電機
三洋電機株式会社（さんようでんき、英: SANYO Electric Co., Ltd.）は、パナソニックホールディングスの子会社である日本の電機メーカー。本社は大阪府大阪市中央区、登記上の本店は大阪府門真市門真のパナソニック本社敷地内に所在。パナソニック傘下に入る以前には、創業から68年にわたり大阪府守口市に本社を置いていた。

## 概説
松下幸之助の義弟（妻の弟）で、松下電器産業（現・パナソニックホールディングス）の創業にも関わり、同社の専務取締役だった井植歳男が、GHQによる公職追放指定に伴い、1946年（昭和21年）に松下電器を退社。翌年2月1日、松下幸之助より、自転車用発電ランプの製造権と加西市にある松下電工北条工場（現在の「イオンモール加西北条」敷地）を譲り受け、個人事業「三洋電機製作所」を創業し、自転車用ランプを製造。当初は松下電器が三洋電機の名前を併記して「ナショナル」ブランドで販売していたが、のちに直販化した（2009年（平成21年）6月30日まで存在した企業博物館「サンヨーミュージアム」には、「ナショナル発電ランプ：三洋電機株式会社製造」などという旨が書かれた当時の広告やブランドロゴが展示されていた。）。松下電器産業の後藤清一も創業時に工場長として参加（後に副社長）。
1949年（昭和24年）、三洋電機株式会社設立。会社のロゴマークに、源流企業である松下電器の「ナショナルマーク」（Nマークの中身）に類似した円形に電気のスパークとサンヨーロゴ（こちらはナショ文字を意識はしているが同一ではないもの）をデザインしたものを採用。社名は太平洋・大西洋・インド洋を意味し、世界で活躍できる企業になるという意志が込められている。
1953年（昭和28年）に開発した噴流式洗濯機が大ヒットし、一躍有名になった。
その後、総合家電メーカーとして日本屈指の企業に成長。本家である松下電器とも、国内、さらに海外で長年しのぎを削ることとなった（これは、戦後に松下電器のグループ企業となった日本ビクター（現・JVCケンウッド）も同門であり、松下電器の祖・松下幸之助の「相互補完・相互競争による発展」という方針から、同じグループ内でも独自性を保つことを推進していたためである）。1986年には東京三洋電機との合併により新CIロゴマークを導入、太陽のように活力に満ち溢れたイメージの「サンヨーレッド」のコーポレートカラーの配色で、2本の縦線を5つに分けた「N」で5つの行動基準と長期ビジョン（後述）を表すものとした。
しかし、度重なる製品の重大事故や不祥事で経営状況が悪化し、2011年（平成23年）株式交換によりパナソニックの完全子会社となった。この前後数年間で役員のほとんどが社外に去り、グループ10万人超の巨大企業が倒産を経ずに（経営統合で）事実上消滅するという、日本の経済史でも初めてのケースとなった。なお現在も法人格がありアフターサポート事業の一部で「SANYO」ブランドは使用されているが、後述の沿革にもあるように社員のほぼ全員が他のパナソニックグループなどに転籍しているので、事実上休眠会社状態である。
なお、社名に「三洋」と付くが、三洋貿易、三洋証券（1997年に会社更生法申請）や三洋信販（2010年にプロミスに吸収合併）、三洋物産、三洋産業とは、資本・人材とともに一切無関係である（各社の項も参照）。現在は、掃除機の紙パックや、ファクシミリのインクリボンなど交換が必要な製品、家電の補修部品など一部に限り三洋電機の商標（「SANYO」ブランド）の使用を継続している。ただし「SANYO」ブランド製品の修理受付・補修用性能部品供給は2023年3月限りで終了となり、今後は「SANYOブランド製品が故障した場合、Panasonicブランドなど最新モデルへ買い替える」よう呼びかけられている。

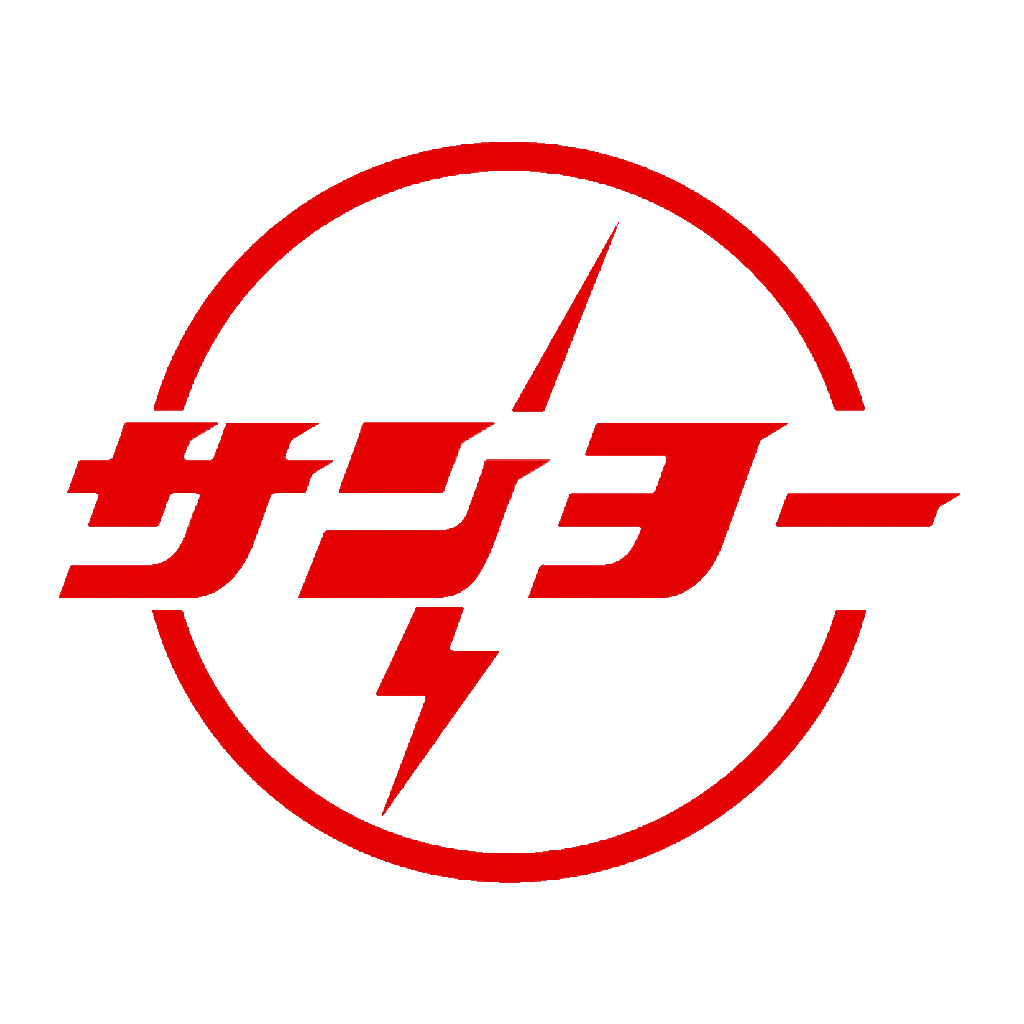
「サンヨー」ロゴ
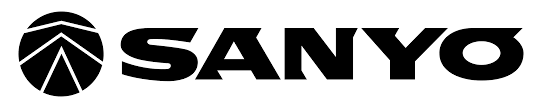
旧ロゴ（1976年 - 1986年）

他のロゴはも参照のこと。

## 歴史
- 1947年（昭和22年）2月1日 - 三洋電機製作所として創業。
- 1950年（昭和25年）4月8日 - 三洋電機株式会社設立。
- 1953年（昭和28年）12月1日 - テレビ事業開始。白黒テレビ「17-C231」発売。
- 1957年（昭和32年）5月 - 日本初の伸縮機能付き扇風機を発売[6]。
- 1959年（昭和34年）7月14日 - 東京三洋電機株式会社設立（1961年から1986年の本体への吸収合併まで、本体とは別に東証、大証に上場）。
- 1960年（昭和35年）カラーテレビ放送開始に合わせ、カラーテレビ第1号機「21-CT5」を発売。日本初の二槽式脱水乾燥洗濯機（SW-400型）発売。
- 1963年（昭和38年） - 台湾の大立電機と合弁で台湾三洋電機を設立。
  - - ニッケル・カドミウム蓄電池カドニカ（登録商標第1913742号）発売。
- 1966年（昭和41年）7月1日 - 鳥取三洋電機株式会社（後の三洋電機コンシューマエレクトロニクス株式会社。現在は三洋電機本体に吸収合併）設立。モジュラーステレオ、システムコンポーネントステレオOTTO（オットー）発売。
- 1969年（昭和44年） - サンヨー薔薇チェーン（SBC）制度発足（後の「スマイるNo.1ショップ」）。
  - 12月 - 韓国サムスン電子と合弁で三星三洋電機が設立（1974年3月、サムスンが日本側の出資分を全額引き受け完全子会社化）。
- 1970年（昭和45年） - 日本万国博覧会にサンヨー館出展、未来の家庭生活を展示。なかでも人間洗濯機（ウルトラソニックバス）は注目を集める。
- 1971年（昭和46年） - 日本初のワイヤレスリモコン操作方式テレビ発売。サンヨーズバコンのテレビCMは一世を風靡した。
- 1972年（昭和47年） - サンヨービデオテープレコーダーが札幌オリンピックで公式判定用として採用される。
- 1975年（昭和50年） - アメリカの電機メーカー「エマソン・エレクトリック」傘下の高級オーディオメーカー「フィッシャー」を買収。
- 1984年（昭和59年） - ロサンゼルスオリンピックのAV機器のスポンサーとして協賛。
- 1985年（昭和60年） - 1986年まで石油ファンヒーターによる一酸化炭素中毒事故が続発（詳細は石油ファンヒーター事故を参照）。
- 1986年（昭和61年）12月1日 - グループ会社だった東京三洋電機を吸収合併。これを機にロゴマークを上記のもの（ブランド統合前のロゴ）に変更。
- 1988年（昭和63年） - この年からプロ野球オールスターゲームの冠スポンサーとなる。
- 1990年（平成2年） - 超軽量アモルファス太陽電池を動力源としたソーラープレーンによる北米大陸横断に成功。
- 1994年（平成6年） - 中国・安徽省の合肥栄事達集団と合弁で合肥三洋（当時は「合肥三洋洗衣機有限公司」、後に「合肥栄事達三洋電器股份有限公司」に改名）を設立。
- 1995年（平成7年） - 世界初の3Dテレビ（2D/3Dワイドテレビ・立体ビジョン）発売。
- 1999年（平成11年）
  - 2月4日 - イーストマンコダックと有機EL事業での業務提携を発表。
  - 9月30日 - 世界初となるアクティブマトリクス方式の、有機ELフルカラーディスプレイをイーストマンコダックと共同発表。
- 2000年（平成12年）10月4日 - 東芝グループから東芝電池の有するニッケル水素電池事業を取得し、子会社・三洋エナジー高崎（三洋エナジートワイセルを経て、現・FDKトワイセル）設立[7]。
- 2001年（平成13年） - 白物家電を主に生産していた大日工場を閉鎖、東京製作所に機能移転。跡地にはイオンモール大日や高層マンション「サンマークスだいにち」などが建設。
- 2002年（平成14年） - 業界2位だった自動販売機事業を富士電機に売却。中国最大の家電メーカーである海爾集団公司（ハイアール）と提携、三洋ハイアールを設立。ソーラーアーク設立。
- 2003年（平成15年）
  - 1月 - 子会社の三洋電機ソフトウエアがNTTデータと資本提携、NTTデータ三洋システムに社名変更。
  - 2月26日 - 日本電池と三菱電機の合弁会社であったジーエス・メルコテックへ出資し、三洋ジーエスソフトエナジーに社名変更[8][9]。
  - 4月 - 子会社の三洋エナジー高崎と三洋エナジー貝塚（初代）が合併し、三洋エナジートワイセルへ社名変更。
- 2004年（平成16年）
  - 9月1日 - 携帯電話事業の子会社、三洋テレコミュニケーションズ（STEL）を吸収合併。
  - 10月1日 - セイコーエプソンとディスプレイ (コンピュータ）事業を統合。
  - 10月23日 - 新潟県中越地震が発生し、子会社である新潟三洋電子（後の三洋半導体製造。現・オン・セミコンダクター新潟）の半導体工場が被災。地震保険に未加入だったため、500億円超の被害が同年度決算にほぼそのまま損失として計上された。
- 2005年（平成17年）11月14日 - 充電して繰り返し使えるニッケル・水素蓄電池（二次電池）「eneloop」を発売。ヒット商品となる。
- 2006年（平成18年）
  - 1月31日 - イーストマンコダックとの提携を解消。
  - 3月14日 - 総額約3000億円の優先株増資を実施。大和証券SMBC・ゴールドマン・サックス証券・三井住友銀行が引き受け、三金融機関が副社長を派遣（詳細は後述）。
  - 7月3日 - 三洋半導体株式会社（後のシステム・ソリューションズ）を設立。
  - 12月1日 - プロ野球オールスターゲーム冠スポンサーからの撤退を表明。
- 2007年（平成19年）
  - 2月2日 - 日本向けの冷蔵庫の製造をハイアールに委託する目的で、ハイアール三洋エレクトリック株式会社を設立。2002年（平成14年）に設立された三洋ハイアールは同年3月31日付けで解散。
  - 11月28日 - イオングループのプライベートブランド「トップバリュ」の家電製品を共同で開発すると発表。
- 2008年（平成20年）
  - 3月16日 - ラグビー部が日本選手権（日本ラグビーフットボール選手権大会）で悲願の初優勝を果たし日本一となる。
  - 4月1日 - グループの組織再編を実施。三洋電機の白物家電事業・車載機器事業および営業・販売部門を三洋電機コンシューマエレクトロニクス株式会社（同日付で鳥取三洋電機から社名変更）に移管、鳥取三洋電機のフォトニクス事業を三洋電機に移管。洗濯機事業を子会社の三洋アクア（同日設立）に移管。携帯電話事業を京セラへ売却。
- 2009年（平成21年）12月21日 - パナソニックの友好的TOBによって過半数の株式を取得し、パナソニックの子会社となる[10]（経緯については後述）。
- 2010年（平成22年）
  - 1月12日 - パナソニック子会社化の影響により、主にニッケル水素電池を生産する三洋エナジートワイセルと三洋エナジー鳥取の全株式をFDKへ売却。ただし三洋エナジートワイセルの一部事業（リチウムイオン電池の製造等）は、三洋エナジー貝塚（2代）として分割され三洋傘下に残留した[11]。
  - 8月20日 - GSユアサとの合弁会社であった三洋ジーエスソフトエナジーの解散を発表[12]。
- 2011年（平成23年）
  - 1月1日 - 子会社の三洋半導体をオン・セミコンダクターに売却。
  - 1月27日 - 同社のテレビや携帯電話などに使用の液晶技術の特許を侵害したとして、シャープを相手取り提訴[13]。
  - 3月29日 -現在の東証・NASDAQ上場廃止。
  - 3月31日 - この日の出荷分をもってごく一部の製品（前述）を除き「SANYO」ブランドの商標使用を終了。
  - 4月1日 - 株式交換によりパナソニックの完全子会社となる。三洋系列店「スマイるNo.1ショップ」がパナソニックショップへ吸収合併されることに伴い、この日から看板を「SANYO」から「Panasonic」へ掛け替える作業開始。パナソニック以外の他社系列店へ衣替えする店舗も一部あった。
  - 7月28日 - 白物家電（冷蔵庫・洗濯機）事業を行う三洋アクア株式会社、ハイアール三洋エレクトリック株式会社などの子会社9社の株式を、中国家電製造大手のハイアールに約100億円で売却する旨を公式発表。これにより親会社パナソニックと重複する三洋事業のリストラを推進。
  - 9月30日 - この日までにテレビ・DVDレコーダー・ファクシミリ・電話機・空気清浄機・オーディオ・エアコン・照明器具・電子レンジ・FF式石油暖房機・IHクッキングヒーター・エコキュート・食器洗い乾燥機・掃除機・炊飯器・アイロン・布団乾燥機・住宅用火災警報器の生産を完全終了し、親会社「パナソニック」製品へ統合。生産継続となる洗濯機・冷蔵庫・太陽光発電装置・充電式電池・カーナビ・ライスブレッドクッカー&ホームベーカリーはブランドを「SANYO」から「Panasonic」へ変更。同時に三洋系列店「スマイるNo.1ショップ」検索サイトをこの日をもって閉鎖。なお炊飯器の「おどり炊き」技術はパナソニックに継承された。
  - 10月18日 - 中国の家電大手「ハイアール」に三洋の冷蔵庫と子会社「三洋アクア」製洗濯機の白物家電事業を売却する旨と、三洋グループの洗濯機・冷蔵庫生産部門の社員をハイアールへ移籍させる旨が正式決定。
  - 11月27日 - 中国の合肥三洋が自主ブランド「帝度」（DIQUA）を発表[14]。
  - 12月1日 - パナソニックショップへ衣替えした、旧「スマイるNo.1ショップ」一部店舗が「スーパーパナソニックショップ」に新規認定され、スーパーパナソニックショップ検索サイトへの掲載開始。
  - 12月23日 - 大阪府守口市にある本社社屋より「SANYO」ロゴ看板を撤去。
  - 12月25日 - 「SANYO」看板が外された本社社屋に「Panasonic」看板取付。
- 2012年（平成24年）
  - 1月1日 - パナソニック電工吸収合併を中心とした組織改編によるパナソニックグループ新体制発足に伴い、全国の三洋グループ営業拠点や工場の看板をそれまでの「SANYO」から「Panasonic」に掛け替え。本社および三洋アクアなど売却予定の企業を除くグループ企業のWebサイトに表示される企業ロゴも「SANYO」から「Panasonic」に置き換えられた。社債に関する業務を会社分割（吸収分割）によって親会社のパナソニックに承継、パナソニックグループの社債管理業務をパナソニックに一元化した[15]。
  - 3月31日 - 三洋系列店「スマイるNo.1ショップ」を廃止、パナソニックショップなどへの移行完了。eneloop以外の製品で「SANYO」商標の公式使用終了。
  - 4月1日 - 完全子会社の三洋電機コンシューマエレクトロニクスを吸収合併[16]。
  - 7月1日 - デジタルカメラ及びデジタルムービーカメラ事業の国内部門を三洋DIソリューションズ（現・ザクティ）として分社化。
- 2013年（平成25年）
  - 1月14日 - 台湾三洋電機株を台湾側の合弁パートナーに売却し資本撤退。ブランド名を「SANLUX」に変更（ただし、移行期間の2015年まではライセンス契約に基づき、SANYOブランドも併売）。
  - 4月26日 - eneloopが正式にPanasonicブランドとしてリニューアル。これによって国内でのSANYOブランドの商標は名実ともに終了した（掃除機の紙パック、ファクシミリのインクリボンなど交換が必要な製品を除く）。
  - 8月13日 - 合肥三洋株を米国の家電メーカー、ワールプール・コーポレーションに売却することで合意したことを発表。これにより中国での合弁事業から撤退する[17]。
- 2015年（平成27年）
  - 2月2日 - 守口第一ビルを守口市へ売却することに伴い、本店所在地を大阪府大東市に変更、本社は大阪府大阪市中央区のTWIN21に移転した。守口第一ビルは守口市役所の新庁舎として改装され、2016年（平成28年）10月31日に旧庁舎からの全面移転を完了、新庁舎での業務を開始。
  - 4月1日 - 三洋電機社員をパナソニックおよびパナソニックグループ会社へ転籍。三洋電機の法人格は引き続き維持する[18]。
- 2016年（平成28年）
  - 8月上旬 - インド市場で「SANYO」ブランドが8年ぶりに復活[19]。以降インド市場では、ネット通販では「SANYO」ブランドを、家電量販店では「Panasonic」ブランドをそれぞれ使い分けることとなった。
- 2021年（令和3年）3月31日 - エアコンとエコキュートの一部機種を除き、SANYOブランド製品の修理受付を終了。
- 2022年（令和4年）- 京セラ及びパナソニックの所有する大東事業所の閉鎖に伴い、本店登記を門真市（パナソニックホールディングスの所在地）に移転[20]。創業75周年。

### 歴代社長
|      | 氏名       | 在任期間        |
| ---- | ---------- | --------------- |
| 初代 | 井植歳男   | 1947年 - 1968年 |
| 2代  | 井植祐郎   | 1968年 - 1971年 |
| 3代  | 井植薫     | 1971年 - 1986年 |
| 4代  | 井植敏     | 1986年 - 1992年 |
| 5代  | 高野泰明   | 1992年 - 1998年 |
| 6代  | 近藤定男   | 1998年 - 2000年 |
| 7代  | 桑野幸徳   | 2000年 - 2005年 |
| 8代  | 井植敏雅   | 2005年 - 2007年 |
| 9代  | 佐野精一郎 | 2007年 - 2011年 |
| 10代 | 伊藤正人   | 2012年 - 2014年 |
| 11代 | 中川能亨   | 2014年 - 2017年 |
| 12代 | 井垣誠一郎 | 2017年 - 現在   |

## 経営理念・コーポレートスローガン等
経営理念
「わたしたちは、世界のひとびとになくてはならない存在でありたい」
独創的な技術によって優れた商品とまごころのこもったサービスを提供し、世界の人々から愛され信頼され、なくてはならない「太陽のような」存在になることを意味する。
コーポレートスローガン
「人と・地球が大好きです」
クリーンエネルギーとマルチメディアの事業を積極的に展開していくことを宣言したもの。2005年6月まで使用。
ブランドビジョン
「Think GAIA For Life and the Earth」
「人と・地球が大好きです」をグローバルに企業イメージを伝えるために変更。2005年7月より使用、2010年4月9日廃止。
行動基準
1. 品位のある仕事をする（品位）
2. お客様の満足を先取りする（顧客主義）
3. 時代を独自に切り開く（独創性）
4. 自由闊達な職場をつくる（相互信頼）
5. 経営効率を高め、利益を公平に分配する（社会貢献）

長期ビジョン
1. 国際的な経営基盤を持った高収益の優良企業
2. 先端技術を持つ一流のエレクトロニクスメーカー
3. 社会への貢献を重視する企業
4. 優れたマーケティングにより顧客に信頼される企業
5. 一人ひとりの社員が活力を持った積極経営の企業

## 経営再建

### 2005年度の再建に向けた動き
2000年代初頭、三洋、ソニー、シャープは「3S」として好評価を得ていたが、2004年（平成16年）10月23日に発生した新潟県中越地震により、子会社の新潟三洋電子（後の三洋半導体製造⇒オン・セミコンダクター新潟）の半導体製造工場が被災。地震保険に未加入であったため500億円を超える損害がほぼそのまま損失として計上されたほか、デジタルカメラの単価下落などの煽りを受けて、同年度は大幅な減収減益となった。2005年3月決算は1,715億円の当期赤字。
このため、2005年（平成17年）6月には、創業以来長らく続けてきた井植一族による同族経営の殻を破り、外部からジャーナリストの野中ともよを社外取締役として招聘した。野中はその後会長・最高経営責任者（CEO）に就任する。しかし2006年（平成18年）2月に野中はCEO兼務を解かれる。
2005年（平成17年）9月28日には、創業地である北條工場（兵庫県加西市）の閉鎖を含む追加再建計画を発表。同年10月22日、共同通信社が「冷蔵庫などの家電から撤退しこれらを生産している工場を閉鎖する」と報道したが、三洋電機側はこの報道を全て否定、「白物家電からの撤退を考えている事実はない」として、当該報道への遺憾の意を表した。しかし同年11月18日に総合家電メーカーから撤退を発表、今後は二次電池・太陽光発電といった自然環境に優しいクリーンエネルギー事業や、携帯電話をはじめとするモバイル関連事業を中心に経営再建を図る見通しとなった。白物家電については完全撤退しないものの、日本国外メーカーとの合弁も視野に入れ、事業は大幅に縮小される見通しだった。
2005年（平成17年）12月9日、再建に向けての重要課題とされてきた金融子会社の三洋電機クレジットについて、米投資銀行のゴールドマン・サックスに譲渡すると発表、株式譲渡と第三者割当増資によりゴールドマン・サックスが三洋に代わって筆頭株主となった。また同日、不振のテレビ事業についても、アジアメーカーとの提携に向けて協議中であることを明らかにし、2006年（平成18年）3月17日に台湾のクアンタ・コンピュータと提携すると正式に発表。クアンタ・コンピュータと薄型テレビ事業のための合弁会社を設立し、三洋ブランドの液晶テレビは新会社から発売されることとなった。
2005年（平成17年）12月21日、再建に向けて三洋電機の資本増強計画についての第三者割り当てによる新株式（優先株式）発行の基本合意が大和証券エスエムビーシープリンシパル・インベストメンツ株式会社（以下「大和証券SMBCPI」）、ゴールドマン・サックス・グループ、および株式会社三井住友銀行（以下「三井住友銀行」）の中で達したと発表した。この発表では、2006年（平成18年）2月末までに総額3,000億円の優先株式を発行し、大和証券SMBCPI、ゴールドマン・サックス・グループ、および三井住友銀行がこれを引き受け、このうち大和証券SMBCPI及びゴールドマン・サックス・グループに各1,250億円を、三井住友銀行へは500億円を割り当てる予定とし、2006年（平成18年）1月25日に上記内容を予定通り正式に決定したと発表。2月26日での臨時株主総会にて了承を得た後、3月14日に増資は完了した。なお、産業再生法の適用により、増資に伴う税金が一部軽減された。
また同時に人事変更の発表もあり、CEOとCOO、およびCFOは廃止し、9人の取締役のうち5人が今回の引受先の金融機関3社から就任する予定であることを明らかにした。
その後も12月には不具合による携帯電話機向け充電池130万個を回収、翌2007年（平成19年）1月の洗濯乾燥機16万台リコール、さらに2月には不適切な会計処理が問題化するなど、野中のCEO解任後も財務・事業両面で立て続けにトラブルが続いた。

### 2007年度の再建に向けた動き
2007年（平成19年）3月19日、3期連続の赤字決算の責任と会計問題を処理する過程で野中が社外取締役を辞し会社を去る。さらに同年4月2日には創業者・井植歳男の孫である井植敏雅が社長を辞して代表権のない取締役に退く。代わって生え抜きの佐野精一郎執行役員総務人事本部長（当時）が社長に就任、同年6月正式に代表取締役となった。その後佐野社長の下で（実質的には大株主である金融機関が主導）、不採算事業や関連性の低い事業の売却や太陽電池等主力事業の強化が行われた。これにより、創業家が経営の一線から退いた。なお、井植敏雅は後に住生活グループ企業であるLIXIL（リクシル）相談役を経て、2011年（平成23年）4月より同社インターナショナルカンパニー（社内カンパニー）社長となった。
2007年（平成19年）11月27日、2007年度9月中間連結決算は、人員削減などのリストラ効果もあり、最終損益が159億円の黒字と、中間期では3期ぶりに黒字に転換と発表。また同日に来年度から3年間のマスタープラン「チャレンジ1000」も発表。得意分野である二次電池（充電式電池）や太陽電池、電子部品などの部品事業に設備投資を集中し、特に太陽電池では岐阜事業所（岐阜県安八町）内に薄膜太陽電池の研究開発拠点となる「次世代太陽電池開発センター」を新設。売却を断念した半導体事業も、子会社の三洋半導体に対し3年間で約3,700億円を投じる方針を掲げた。不振の白物家電も「AQUA」など環境に優しい高級商品を中心に継続する方向とした。
2008年（平成20年）1月25日、同年4月1日付けでグループの組織再編を行い、三洋電機の白物家電事業・車載機器事業および営業・販売部門を、同日付で鳥取三洋電機から社名変更した三洋電機コンシューマエレクトロニクスに移管、鳥取三洋電機のフォトニクス事業を三洋電機に移管することを発表。
2008年（平成20年）4月に国内の家電量販店に出荷する液晶テレビの生産を中止し、地域系列店だけで販売しているが、優位性のある日本国外市場で事業規模を拡大しておき、競争優位に立てる生産規模になれば、再び国内市場の本格参入もあるとした。テレビ事業は、2006年10月にアメリカの子会社に移管し、アメリカ市場ではウォルマートの販路を活用している。

### パナソニックによる買収とFDK、オン・セミコンダクター、ハイアールへの事業譲渡
2008年（平成20年）11月1日、日本放送協会（NHK）のテレビニュースにて「パナソニックが三洋電機を買収することを検討している」と報じられ、これに続いて、新聞各紙も同様の内容を報じた。のちに友好的な株式公開買付け（TOB）により過半数の株式を取得し、2009年（平成21年）4月までに子会社化すると報じられていた。
2008年（平成20年）11月7日、パナソニックが三洋電機を子会社化することで基本合意したことを発表。この基本合意の時点では、2008年（平成20年）12月を目途に雇用・事業・ブランド等についての大枠で合意した上で、2009年初めに、パナソニックが友好的株式公開買付け（TOB）を実施し、3月末までに子会社化する予定だった。
2008年（平成20年）12月に資本・業務提携契約を締結。2009年（平成21年）3月には過半数の議決権を持つ主要株主（三井住友銀行、大和証券SMBCPI、ゴールドマン・サックス・グループ）がTOB応募でパナソニックと合意した。しかし、両社はアメリカ合衆国でのニッケル水素電池市場で合わせて約8割に達するシェアを有する等、二次電池で高いシェアを占めることから、独占禁止（反トラスト）法上の手続が予想以上に長期化した。
2009年（平成21年）6月26日、佐野精一郎社長が株主総会で、同年9月1日よりパナソニックの子会社となりパナソニックグループの傘下に入ることを正式発表。同年10月末までにニッケル水素電池部門の一部売却などを条件に世界各地域全ての関係当局から承認が得られたことから、2009年（平成21年）11月4日にパナソニックが三洋に対する友好的TOBの実施、三洋がTOBへの賛同をそれぞれ決議した。TOBは11月5日から12月7日まで行われ、12月8日成立。12月21日にTOB決済とTOBに応募された優先株式の普通株式転換が行われ、パナソニックが全株式の50.27%を取得、当初予定より半年以上遅れて三洋が正式にパナソニックグループに加わった。翌2010年（平成22年）2月1日付でパナソニックから役員を受け入れ、自社のHIT太陽電池をパナソニックにOEM供給し、パナソニック電工が擁する強力な販売網に乗せて販売するなど、パナソニックグループの一員として本格的な連携が始まった。
三洋は買収される以前、ブランドビジョンとして「Think GAIA（シンクガイア）」という言葉を掲げていた。買収直後の2010年1月、パナソニックグループは創立100周年ビジョンを新たに公開した。このため三洋は会社の方向性を示す表現を2つ持つこととなったが、混乱を招くとして、2010年（平成22年）4月9日限りでブランドビジョン「Think GAIA」の運用取りやめを発表した。
2010年（平成22年）5月7日、大坪文雄パナソニック社長が、同年3月期パナソニック決算発表記者会見の席上で「三洋の白物家電事業を将来的に統合する」と発表。その後、同年7月28日にパナソニック・パナソニック電工・三洋電機の3社合同でパナソニックグループの抜本的再編を発表した。3社がそれぞれ一定の独立性を持った現状の経営形態では、サムスン電子やLGエレクトロニクスといった急成長を続けるアジア系電機メーカーとの競争を勝ち抜くには不十分で、競争力強化と意思決定の迅速化を図るには、経営統合・細かく重複の多い既存事業の大胆な整理集約といった抜本的な再編が必要であるとパナソニック側から電工・三洋両社に打診し合意した。
まずパナソニックが2010年（平成22年）8月23日から10月6日まで友好的TOBを実施。TOBは10月7日に成立して10月14日付で決済が行われ、パナソニックは三洋の全株式の80.98%を取得した。TOBに応募されなかった株式は株式交換によって取得、三洋は翌2011年（平成23年）3月29日に上場廃止となり、同年4月1日付でパナソニックの完全子会社となった。続いて2012年（平成24年）1月1日付でパナソニックグループ全体で「コンシューマ」「デバイス」「ソリューション」の3事業分野を核とする事業再編を実施、三洋の強みである太陽電池・蓄電池などのエナジーシステムは主に「デバイス」事業で活用される見込み。
そして、事業再編が実施される2011年度中に、SANYOブランドが強く支持されている海外の一部地域・機器を除き「SANYO」ブランドを原則廃止し「Panasonic」へ一本化する事も決まった。まず「SANYO」ブランドでの新製品発表は2011年3月31日付を以て終了。翌4月1日以降三洋が生産・出荷する製品には原則として「Panasonic」ブランドを冠することとなり、「SANYO」ブランドを冠する既存製品の生産・出荷は1年後の商標公式使用終了に向けて縮小される。そして2012年（平成24年）4月以降日本国内の「SANYO」ブランド製品はeneloopだけとなり、それ以外の製品は「在庫・展示品限り」となって完売次第市場から姿を消す。当面の間「SANYO」ブランド製品としてパナソニックの充電式EVOLTAと併売されていたeneloopを除き、日本国内での「SANYO」ブランドの使用を2013年（平成25年）4月25日を以て廃止。それ以降、eneloopは発売元・ブランドを「Panasonic」に統合して発売を継続する方針となった。「EVOLTA」の併売も継続されるため、事実上パナソニックは2つの蓄電池ブランドを構えることになった。
さらに全国に約1500店ある三洋系列店「スマイるNo.1ショップ」を「パナソニックショップ」に転換・統合する事も決まった。2011年（平成23年）10月1日から、三洋系列店看板を（「SANYO」ロゴ等を撤去して）「Panasonic」ロゴ等へ掛け替える作業が始まり、2012年3月末に完了予定。これに先行する形で三洋系列店には、三洋グループ本体が生産体制を大幅縮小した製品を中心に、薄型テレビ・冷蔵庫等の一部でパナソニック製品の供給を始め、完全子会社化以降はパナソニックショップ転換に向けて、「Panasonic」ブランドを冠した三洋製品を含めて全分野の製品がパナソニックショップと同様の品揃えに置き換わっていった。ただし全ての三洋系列店がパナソニックショップに衣替えするとは限らず、三洋・パナソニック以外の他社製品も併売する「アトム電器」等の独立系や「エディオンファミリーショップ」等の家電量販店系に移籍する店舗も出ている。さらに一部地域・店舗では看板からの「SANYO」文字を外して「Panasonic」や「アトム電器」などへの掛け替えが予定より前倒しされ、2011年（平成23年）4月1日より掛け替えをはじめている。
また完全子会社化に伴い、2011年4月から三洋電機公式ウェブサイトのURLが、パナソニックのドメイン（panasonic.co.jp）の下に置かれることとなった。
なお、車載用以外のニッケル水素電池部門等（三洋エナジートワイセル等）は2010年（平成22年）に古河グループ（富士通系）のFDKに、一度は売却を断念した半導体事業（三洋半導体）も2011年（平成23年）にアメリカのオン・セミコンダクターにそれぞれ売却された。ただし前者は2011年（平成23年）現在も、eneloopの製造元として引き続き三洋に製品供給を続けており、後者もオン・セミコンダクター傘下入り後最長3年間はSANYOロゴを使用する計画があるとされていた。ちなみに車載用のニッケル水素電池事業は、三洋側ではなくパナソニック側の事業が中国の湖南科力遠新能源に譲渡される見通しとされる。
パナソニックと重複する洗濯機器・家庭用冷蔵庫の事業は、2011年にハイアールグループに売却された。三洋とハイアールは家庭用冷蔵庫の生産で合弁会社・ハイアール三洋エレクトリック（後のハイアールアジアインターナショナル）を設立しており、家庭用機器事業の売却先としては妥当といえる。コインランドリー機器では国内市場をほぼ独占していたが、家庭用洗濯機だけでなくコインランドリーなどの業務用機器事業も売却した結果、日本国内でトップシェアを握っていたコインランドリー機器事業を外国企業に明け渡すことになった。ハイアール売却前の2011年以前に製造された製品はパナソニックグループがアフターサービスを行っていたが、補修用性能部品の供給終了に伴い2023年9月限りで「SANYO」ブランド製品の修理受付は終了。翌2024年9月には三洋製品カスタマーセンターも廃止された（パナソニックHPでの「SANYO」ブランド製品取扱説明書ダウンロードサービスは継続）。

## 製品・サービス
洗剤が不要なモデルなどの洗濯機、ニッケル・カドミウム蓄電池、ニッケル・水素充電池の高性能・高品質化、リチウム電池の商品化等の電池、ソーラーパネルなどの領域で高い技術力を有していた。CD-Rドライブの書き込みエラー（バッファアンダーラン）防止機能「BURN-Proof（バーン・プルーフ）」を世界で初めて開発した。
ソーラーパネル（太陽光発電事業）の主要なメーカーのひとつであり、独自技術のHIT太陽電池で高いシェアを持つ。岐阜県安八郡安八町の岐阜事業所内に巨大なモニュメントを兼ねた大規模太陽光発電システム「ソーラーアーク」（後述）を設置。東海道新幹線の米原駅と岐阜羽島駅の間で車内から見ることができる。
ディスプレイの分野では、有機ELディスプレイを米イーストマンコダック社と共同で開発していたが、2006年（平成18年）1月31日に撤退を表明した（コダック社は事業継続）。プラズマテレビ、液晶テレビではシェアは低いが、セイコーエプソンの技術協力を得てホームシアター用プロジェクターであるZシリーズは国内で一番の売上である。プラズマテレビ・液晶テレビではデザイナーのグエナエル・ニコラを起用し、革新的なデザインのテレビでシェア向上を狙っている。
携帯電話の分野ではイー・モバイルを除き、PHSを含む国内全キャリアに対して端末（携帯電話端末）を供給した実績がある。携帯電話開発は、三洋電機（大阪、旧三洋テレコミュニケーションズ、SA型番）と、子会社の鳥取三洋電機（ST型番、後にSAへ統合）の2社により独立して行われていた。骨伝導スピーカー（SonicSpeaker）やワンセグ放送対応テレビチューナー（KDDI／沖縄セルラー電話のauブランド向けCDMA 1X WIN対応端末・W33SA）は携帯電話端末機としては世界で初めて搭載し、ほかにもFMラジオチューナーなど、様々な技術の搭載に挑戦した。携帯電話事業は2008年（平成20年）1月21日、500億円で携帯電話事業の京セラへの売却が正式発表され、同年4月1日付で売却された。
かつてはエアコンの世界市場でも高いシェアを有していたり、1人暮らし用に開発された「It's」シリーズが長く発売されていた。なお、持ち運び可能なナビゲーションシステムの分野では、2006年（平成18年）末に発売した「ミニゴリラ」が人気を得た。
一般消費者にはあまり認知されていないが、製品の実際の製造者に注目すると高いシェアを有した製品が多数ある。家電製品など、自社ブランドではなくOEM供給、すなわち当社が製造し他社へと供給し、他社の商標を付けて消費者に供給される製品の比率が高かった。光デバイス・二次電池・パソコン等電子機器用コンデンサなど一部の電子デバイスや、デジタルカメラなどの完成品のOEM供給ではトップシェアを持つ製品が数多く存在し、「縁の下の三洋（電機）」と言われたこともある。特にデジタルカメラのOEM供給元としては世界トップシェアを有したこともあった。またハイビジョンレコーダーなどは通常OEM供給のみである。
また、「デジカメ」「ムービーデジカメ」を商標として登録している。このため他社が自社製品をデジカメと呼ぶことはないが、ほぼ商品ジャンル全体の代名詞化しているため、マスメディアなど第三者が他社製品をこの名で呼ぶことは黙認されている。
低価格競争の激しい家電量販店よりも、地元密着型でアフターサービス重視の街の電器店を優遇する傾向があった。三洋系列の電器店として「スマイるNo.1ショップ」があり、専売モデルや購入した場合のみに適用する長期延長動作保証などの特典もあった。

### コンシューマ部門
以前使われていた商標、現在の商標もともに解説する。現在はほとんどパナソニックなどに移管・売却されている。
- 映像音響機器
  - 液晶テレビ
    - VIZON - 主に輸出向け、国内流通では主に通販か一部大型量販店が主軸。
    - CAPUJO - 系列店専売品

  - ポータブルDVDプレイヤー - ムービッシュ（安定受信のワンセグチューナー内蔵）
  - デジタルカメラ - Xacti（三洋では「ムービーカメラ」と称している。2003年（平成15年）まではMulti-z（マルチーズ）ブランドで販売されていた。パナソニックに移管後も、Xactiブランドは消滅したものの「デジタルムービーカメラ」として販売継続）
  - 液晶プロジェクタ - BIGSHOW（大型業務用プロジェクタ、ビジネス用オフィス用プロジェクタ）、Z（ホームシアター用フルスペックハイビジョンプロジェクタ）、Xacti Projector（エントリータイプのハイビジョン対応16:9のプロジェクタ）
  - 家庭用防犯カメラ - HOVICA（外出先からチェックできる）
  - ICレコーダー - Xacti（業務・放送用途でも使用されるリニアPCMレコーダーも製造）
- 情報・通信機器
  - 電話機・ファックス - テ・ブ・ラ・コードるす（三洋電機コンシューマエレクトロニクス製） - パナソニックに移管。
  - カーナビ・PND - Gorilla、MMNAVI、ミニゴリラ、デカゴリラ（三洋電機コンシューマエレクトロニクス製） - パナソニックに移管後、Strada Pocketを廃止してPNDの製品ブランドを「Gorilla」に統一した。
  - パーソナルコンピュータ - MBC-5130(8086搭載、640x400カラー表示)[34]、MBC-5030(8086搭載)[35]、MBC-250/225/200(Z80Aを2個搭載、CP/M標準装備、MBC-250はJIS第一水準漢字ROM標準搭載、225/200はオプションで搭載可)[36]。海外向けにはintel 8088搭載のMBC-550（英語版）があった。
- 生活家電
  - 洗濯乾燥機 - AQUA（水で洗えないものをオゾンで除菌消臭する） - ハイアールグループに売却（AQUAブランドは継続使用）。
  - 空気清浄機 - virus washer（電解水を使ってウイルスを無効化する） - パナソニックの同種技術「nanoe（ナノイー）」と競合するため事実上撤退状態だったが、「ziaino」に引き継がれる。
  - エアコン - 2009年（平成21年）10月限りで欧州・中国向けを除き家庭用エアコンの自社生産撤退。富士通ゼネラルからのOEM供給になったものの、こちらも2010年（平成22年）9月限りで撤退。
  - 電動アシスト自転車 - エネループ・バイク、ハイブリッド自転車エナクル（低価格タイプや片山右京モデルなど）
  - 掃除機 - airsis（空間清浄サイクロン）、JetTurn（排気循環方式）、マラソンサイクロン（三洋電機コンシューマエレクトロニクス製） - パナソニックに移管（airsisブランドのみ継続）。
  - シェーバー - T-SOLID（シンプルかつパワフル）
  - 圧力IHジャー炊飯器 - 匠純銅、おどり炊き、でないでシュー（圧力IHを世界で初めて実装、炊飯器シェア51％を持つ[37]。三洋電機コンシューマエレクトロニクス製） - パナソニックに移管（おどり炊き）。
  - ホームベーカリー - GOPAN（2010年（平成22年）11月発売） - パナソニックに移管。

三洋電機コンシューマエレクトロニクスとともに、セレクトショップのFrancFrancやamadana、±0で扱うオリジナルブランド家電のOEM供給元でもある。また洗濯機の生産では、ハイアールグループに売却されるまで二槽式・全自動式・洗濯乾燥機に至るまですべて日本製を貫いた。生産は三洋アクア東京工場で行なわれた。
- 住宅用設備機器
  - エコキュート
  - 太陽光発電システム - HIT太陽電池。現在はパナソニックに移管。

- コンシューマゲーム
1990年代に少量ながらコンシューマゲームソフト・ゲームハードを発売していたことがある。2010年（平成22年）現在では任天堂のライセンス品として、ニンテンドーDSシリーズやWiiリモコンなど任天堂ゲーム機向けに充電式電池をOEM供給している。
  - 3DO TRY（IMP-21J）
  - 対決! るみーず（3DO） - 1995年（平成7年）8月7日
  - プロスタジアム（同） - 1995年（平成7年）12月8日
  - N.O.B（ネオ・オーガニック・バイオファーム）（同） - 1995年（平成7年）12月15日
  - グリッツ ザ ピラミッドアドベンチャー（プレイステーション） - 1997年（平成9年）5月30日（るみーずのキャラ、設定替え）

その他の製品として、かつて電子オルガンを販売していたこともある。デジタル腕時計も昭和末期ごろまでに10機種ほど製造販売していた。

### コマーシャル部門
- 業務用機器
  - 業務用空調機（電気・ガス）
  - TES機器
  - 業務用冷蔵庫・冷凍庫 - パナソニックに移管。同分野はパナソニックも松下電器時代にナショナルブランドで展開していたが、2008年の社名変更を機に撤退しているため、事実上の再参入となった。
  - 業務用大型プレハブ
  - コンビニ・スーパーマーケット用ショーケース、enegreen
  - 医療・研究機器
    - 医事コンピュータ（医療事務用コンピュータ）「medicom（メディコム）」（パナソニック ヘルスケアに移管。同社はパナソニックグループを離脱し、現・PHC）

  - SIP電話機（三洋電機コンシューマエレクトロニクス製）

### コンポーネント部門

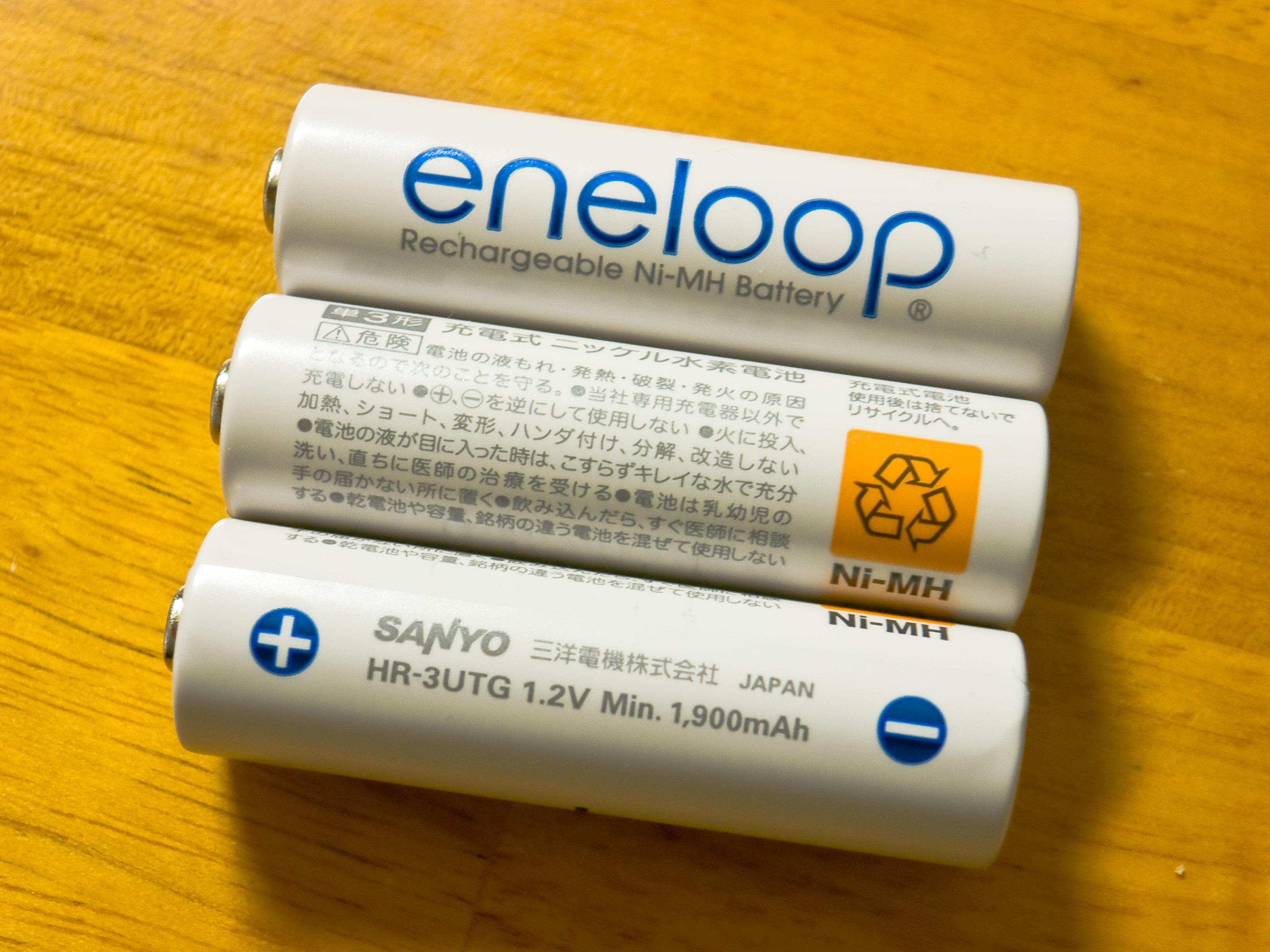
eneloop

- 二次電池 - ハイブリッドカーへの電池を自動車各社に供給している。
  - eneloop（ニッケル水素充電池、2011年（平成23年）現在はFDKトワイセル製）
- 太陽電池 - HIT・薄膜式
- 光ピックアップ
- 半導体、電子部品 - 米国オン・セミコンダクター社に売却。

## 不祥事・事件

### 石油ファンヒーター事故
1984年（昭和59年）に発売された石油ファンヒーター「CFH-S221F」を使っていた45人が一酸化炭素中毒となり、うち4人が死亡した。原因は空気取入口が上に向いていたためで、そこにホコリがたまって不完全燃焼を起こしやすくなっていたとされる。暖房器具の安全性が見直された重要な事件である。
三洋電機は1985年（昭和60年）7月1日の新聞紙面での社告を皮切りに、翌1986年（昭和61年）にかけてテレビCMなどでリコールを告知、提供番組では数か月間通常のテレビCMを自粛した。このCMは日本初の宣伝を目的としない「リコールCM（お詫びCM）」とされており、事故を起こした製品の外観とテロップ（スーパーインポーズ）が表示され、ナレーターが事故の報告と謝罪、製品の回収ならびに修理依頼のお願いをBGM無しで淡々と語るストレートニュースのようなものだった。さらに1986年1月には、前年12月に起きた事故により新タイプのCMが制作され、CMの途中には「人命に及ぶ重大事故の恐れ」という文言が加えられた。
20年後となる2005年（平成17年）以降に発覚した松下電器のFF式石油暖房機の欠陥による死亡事故、パロマ・リンナイ製ガス給湯器による死亡事故が発覚した際にも、これに類似したCMが長期間放映され、お詫びCMのデファクトスタンダードおよびテンプレートと化した。
この事故を受け、当該ファンヒーターを製造した子会社の東京三洋電機を吸収合併すると同時に、ブランドロゴ（ワードマーク）を一新し「第二の創業」に踏み切ることとなる。
また1994年（平成6年）から1998年（平成10年）にかけて、同社が生産・発売した石油ファンヒーターによって瞬間的に炎が噴き出るという事故もあった。症状は、燃料検出センサーが故障した状態で運転を続けた場合、灯油を使い切る直前に温風吹出し口から瞬間的に炎が出てすぐに運転を停止してしまうというもの。原因は、灯油を使い切る直前に灯油と一緒に空気が吸い込まれることで、燃焼状態が不安定になるために生ずる一時的なものである。三洋で22機種販売したほか、ユアサプライムス（ユアサ）は4機種、日本電気ホームエレクトロニクス（NEC）でも3機種、同様の機種を販売している。
これらの事故をきっかけに、三洋は2001年（平成13年）に石油ファンヒーターの製造を終了。石油ファンヒーターからは撤退したが、FF式石油暖房機は2007年（平成19年）まで継続して製造された。
三洋電機がパナソニックグループ入りした2023年（令和5年）現在においては、前者のCFH-S221F型の回収については継続しているものの、後者の三洋及びユアサ、NECが販売した石油ファンヒーターについては対応を打ち切り、利用者に対しては製品の使用を中止するよう呼びかける状況となっている。
なお、当時の三洋電機の社長であった井植薫は、事故により自責の念に駆られノイローゼとなってしまったことがきっかけで1986年に辞任し、後任として甥である井植敏が就任することとなった。
| 発生日（すべて1985年〈昭和60年〉内） | 被害                   |
| ------------------------------------ | ---------------------- |
| 1月16日                              | 1名中毒                |
| 1月28日                              | 5名中毒                |
| 1月31日（1件目）                     | 1名中毒                |
| 1月31日（2件目）                     | 2名中毒                |
| 2月13日                              | 1名中毒                |
| 3月12日                              | 3名中毒                |
| 3月20日                              | 3名中毒（うち1名死亡） |
| 11月16日                             | 1名中毒                |
| 11月20日（1件目）                    | 3名中毒                |
| 11月20日（2件目）                    | 4名中毒                |
| 11月21日                             | 2名中毒                |
| 12月9日                              | 1名中毒                |
| 12月11日                             | 3名中毒                |
| 12月15日                             | 3名中毒                |
| 12月16日                             | 1名死亡                |
| 12月17日                             | 2名死亡                |
| 12月20日                             | 3名中毒（うち1名死亡） |
| 12月26日                             | 3名中毒（うち1名死亡） |
|                                      | 合計45人中毒、4名死亡  |

### 発電パネル不正販売事件

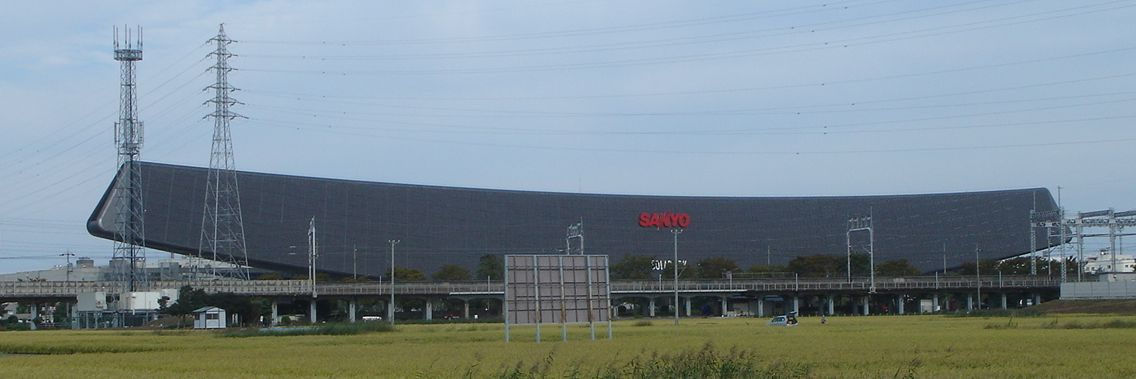
ソーラーアーク（岐阜県安八郡安八町・岐阜事業所内）
事件による回収品を使って建設された。
中央の「SANYO」ロゴは2011年8月「Panasonic」ロゴに掛け替えられている

1990年代後半、子会社である三洋ソーラーインダストリーズが販売してきたソーラー発電システムの太陽電池パネルに、仕様より低い出力のものが多く含まれていた。市民団体による再三に渡る事実確認にもかかわらず、2000年（平成12年）10月20日に記者会見で不良品の存在を認めるまで、何度も事実を認めなかった。さらにその記者会見でも、当初から低出力のパネルを販売していたことを認識していたにもかかわらず同年9月に初めて発覚したと虚偽の発言をしたことから批判が集中、ついには三洋ソーラーインダストリーズのみならず親会社の三洋本社の社長までもが辞任に追い込まれる事態となった。同年12月、通産省は三洋及び三洋ソーラーインダストリーズに行政処分を行った。三洋は行政処分を受け該当するパネルを回収、製品品質に対する自戒の念を込め、それを用いて岐阜事業所内にソーラーアークを建設した。

### 全自動洗濯乾燥機発火事故
子会社の三洋アクア（現・アクア）が製造したトップオープンドラム式洗濯乾燥機で、3度のリコールと1度の再告知を行ったうえで修理対応を行ったものの、修理時の作業不備が原因の発火事故が1件発生したことを受け、再度の無料点検と一部機種の製品交換を発表した。なお、現行機での交換に対応しきれない場合は市価から減価償却費を差し引いた所定金額での返金対応となる。
この事故に関し、三洋本社の専務執行役員、修理作業を行った三洋電機サービスの代表取締役、並びに製品を製造した三洋アクアの代表取締役（いずれも当時）他数名の降格処分等が行われた。

### その他の不祥事
2006年（平成18年）12月7日、NTTドコモの携帯電話「D902i（三菱電機製）」などに使われている三洋ジーエスソフトエナジー製のバッテリー約130万個を不具合により回収。
2007年（平成19年）2月23日、朝日新聞が「三洋電機巨額粉飾の疑い」と朝刊一面で報道。
2007年（平成19年）12月25日、東証・大証は、2001年3月期から2006年3月期までの有価証券報告書を訂正したことが虚偽記載に該当するとして、三洋電機株を監理ポストに割り当てた。翌2008年（平成20年）2月9日に監理ポストの指定を解除。注意勧告が行われ改善報告書の提出が義務付けられた。
2002年9月から2004年9月の中間配当期に、同社の井植敏元会長ら旧経営陣が子会社の評価額を過少計上した上、違法に配当したことで同社に損害を与えたとして、西日本在住の同社株主らが旧経営陣に対し同社に約287億円を賠償することを求め、大阪地方裁判所に株主代表訴訟を起こした。2012年9月28日に同地裁は「経営判断が不合理だったとはいえない」などとして、株主側の訴えを棄却する判決を言い渡した。

## 主な事業所
- 東京製作所（群馬県邑楽郡大泉町：旧・東京三洋電機）
  - 空調システム機器、業務用食品システム機器、洗濯乾燥機・全自動洗濯機・衣類乾燥機、ドライクリーニング装置・蒸留装置・仕上げ機、コインランドリー機器、施設用洗濯・乾燥機器、自動洗髪機、器具洗浄器、収納式介護浴槽、工業用クリーニングシステム・ポンプ、前記機器に関連する付帯設備及び部品の生産拠点。ハイアールアジアインターナショナル（旧・ハイアール三洋エレクトリック）の事業部が併設され、三洋の事業所でありながらハイアール製品のみ生産している。
- 岐阜事業所（岐阜県安八郡安八町）
  - 大規模太陽光発電システム「ソーラーアーク」（前述のソーラーパネル出荷問題で回収されたパネルを流用し、製品品質に対する自戒の念を込めている）で有名。
- 洲本事業所（兵庫県洲本市）
  - AIS社（パナソニック法人内）の拠点。
- 徳島工場（徳島県松茂町）
  - リチウムイオン電池の基幹生産拠点。
- 二色浜工場（大阪府貝塚市）
  - 太陽電池事業（ソーラー事業部）の拠点。

## 関連会社

### 現行の関連会社

#### 親会社
- パナソニック

#### 主要連結子会社
- 沖縄三洋販売（沖縄県中頭郡西原町）
- 岐阜三洋販売（岐阜県岐阜市）
- 三洋アソシエイトサポート
- 三洋エナジー南淡（兵庫県南あわじ市）
  - 旧・南淡電機
- 三洋エナジー東浦（兵庫県淡路市）
  - 淡路フェリーボート - 大磯港のりば跡地に設立
- 三洋オプテックデザイン（東京都文京区）
- 三洋昭和パネルシステム（東京都千代田区）
- 三洋テレフォンサービス
- 三洋電機サービス（東京都江東区）
- 三洋電機販売（東京都台東区）
- 三洋電波工業
- パナソニックAP空調・冷設機器（旧・三洋東京マニュファクチャリング）（群馬県邑楽郡大泉町）
- 三洋メディアテック（埼玉県児玉郡神川町）
- 日本ビジネスエージェンシー

#### 持分法適用関連会社
- エーシーテクノサンヨー
  - 業務用空調機器の保守メンテナンス。2011年（平成23年）までサンヨーの名称ならびにロゴマークを使用していたが、株式の3分の2近くを当社代表取締役が一個人として所有している。

### 過去の関連会社
- 三洋ENEOSソーラー - JX日鉱日石エネルギーとの合弁。事業撤退。
- OSパートナーズ - 旧・リクルート三洋ヒューマンネットワーク。それ以前は完全子会社の三洋ヒューマンネットワーク。
- エプソンイメージングデバイス - 旧・三洋エプソンイメージングデバイス、2006年（平成18年）12月28日をもってセイコーエプソンが完全子会社化。
- 三洋電機クレジット - 2007年（平成19年）ゼネラル・エレクトリックの関連会社へ株式譲渡。2008年（平成20年）1月1日GE三洋クレジットに社名変更。2009年（平成21年）1月1日をもってGEフィナンシャルサービスに吸収合併され、同社の一部門に。現在は日本GEのGEキャピタルに統合され、部門としても消滅。
- 三洋ハイアール - ハイアールとの合弁。ハイアール三洋エレクトリック設立後、2007年（平成19年）3月解散。
- FDKトワイセル - 旧・三洋エナジートワイセル、2010年（平成22年）1月12日にFDKへ株式譲渡[11]。
- FDK鳥取 - 旧・三洋エナジー鳥取、鳥取県岩美郡岩美町：1984年（昭和59年）から1987年（昭和62年）まではデュラセルとの合弁会社・三洋デュラセル。2010年（平成22年）1月12日にFDKへ株式譲渡[11]。
- 三井倉庫ロジスティクス - 旧・三洋電機ロジスティクス、2010年（平成22年）7月、投資会社ロングリーチグループへ株式譲渡した後、2012年（平成24年）4月2日に三井倉庫へ売却。
- 三洋半導体 - 2011年（平成23年）1月、オン・セミコンダクターに売却[46][47][48]。なお、売却後も最長3年間はSANYOロゴを使用予定。
  - 三洋半導体製造（⇒オン・セミコンダクター新潟）
  - 関東三洋セミコンダクターズ（⇒オン・セミコンダクター関東）
- 日本電産セイミツ - 旧・三洋精密。精密・小型モーター製造。2011年（平成23年）7月に日本電産へ売却[49]。
- エヌティエス - 旧・サンヨーティアンドエス。2011年（平成23年）12月に東京角田へ売却。
- 大和フーヅ - 2002年（平成14年）にゼンショーへ売却。
- キングレコード - TBS等へ売却。
- サンヨーホームズ - 旧・クボタハウス→三洋ホームズ。
- アクア - 旧・ハイアールアクアセールス←三洋アクア。2012年（平成24年）1月にハイアールへ売却[50]。
- ハイアールアジアインターナショナル - 旧・ハイアール三洋エレクトリック。2012年（平成24年）1月にハイアールへ株式譲渡[50]。
- 次の5社は2012年（平成24年）4月1日付でパナソニック ヘルスケアの子会社となった。
  - パナソニック メディコム近畿（旧・メディコムコミュニケーションズ、大阪府大阪市北区）
  - パナソニック メディコム甲信越（旧・メディコム甲信越、長野県長野市）
  - パナソニック メディコムソフトウェア（旧・三洋メディコムソフトウェア、群馬県邑楽郡大泉町）
  - パナソニック メディコム東北（旧・メディコム東北、宮城県仙台市若林区）
  - パナソニック メディコムネットワークス（旧・メディコムソリューション、東京都台東区）
- 三洋電機コンシューマエレクトロニクス（鳥取県鳥取市）
  - 2008年（平成20年）4月1日に鳥取三洋電機から社名変更。2011年（平成23年）3月に完全子会社化[51]、2012年（平成24年）4月に吸収合併[16]。
- ザクティ - 旧・三洋DIソリューションズ。2013年3月31日にAP26に事業譲渡。
- 新生システムソリューションズ - 旧・三洋電機システムソリューションズ。2013年7月1日に新生電子グループ傘下へ。2014年6月30日に現社名へ変更。
- 三洋クリエイティブサービス - 2015年6月30日にて解散し、パナソニック側の同業部門「パソナ・パナソニック ビジネスサービス」（現：パソナ日本総務部）に事業移管。
- 三洋テクノソリューションズ鳥取 - 旧・テガ→テガ三洋工業。2013年1月に現社名に変更。2015年3月に株式会社ジェイ・ウィル・パートナーズ傘下となりパナソニックグループから外れる。
- 三洋ライフ - パナソニック保険サービスに統合。
- 三洋セールスアンドマーケティング - 2001年10月1日に三洋ライフ・エレクトロニクスと三洋電機貿易が合併。
- 三洋電子部品
- 三洋電機空調
- 三洋電機クリーンエナジーシステム - 2007年1月に解散。
- 三洋ハイテクノロジー - 2003年4月に日立ハイテクのグループ会社となる。
- 三洋オフィスサービス
- 三洋テクノ・サウンド
- 三洋電機カーエレクトロニクス - 2007年1月1日に三洋電機に吸収合併される。
- 三洋電機AVシステム
- 三洋マービック・メディア - 2006年4月にトエミ・メディアに事業譲渡。
- 三洋電機情報機器
- 三洋電機サイクルシステム
- 三洋電機テクノクリーン
- 三洋電機自販機 - 2002年4月に富士電機によって買収される。富士電機リテイルシステムズを参照。
- 岐阜三洋電子
- 三洋LCDエンジニアリング

## 部活動
- ラグビー
  - ジャパンラグビートップリーグに所属するパナソニック ワイルドナイツ。完全子会社化に伴い「三洋電機 ワイルドナイツ」から改称[52]。かつては東京三洋電機であり、東日本社会人リーグに所属していた。
- バドミントン
  - 「パナソニック バドミントンチーム」。完全子会社化に伴い「三洋電機 バドミントンチーム」から改称[52]。かつては小椋久美子・潮田玲子（オグシオの愛称でも知られた）、廣瀬栄理子が所属した。バドミントン日本リーグでは、歴代女子最多の16回優勝、全日本実業団バドミントン選手権大会では、歴代女子最多の14回優勝を誇った強豪部であった。2013年廃部。
- サッカー
  - パナソニックエナジー洲本サッカー部、パナソニックエナジー徳島サッカー部、三洋電機サッカー部
- バレーボール
  - チャレンジリーグに所属する三洋電機レッドソア。大東事業所管轄で、正式名称は三洋電機女子バレーボールチーム。かつては東京三洋電機もバレーボール部を持っており、前田悦智子（元日本代表選手）などが所属していた。2012年5月20日をもって解散[53]。
- バスケットボール
  - 三洋電機サンシャインズ。2000年廃部。
- 軟式野球

## テレビ番組
- 日経スペシャル ガイアの夜明け（テレビ東京）
  - 社長への階段 〜次世代リーダーの育て方〜（2004年4月27日）[54]
  - 買う気にさせます～“生活家電” 新機能開発の裏側～（2006年10月31日）[55] - 炊飯器開発を取材。
  - 我が家が発電所～急成長する太陽電池～（2007年1月30日）[56] - 太陽電池による経営再建への挑戦を取材。

## CM
かつては『兼高かおる世界の旅』『仮面の忍者 赤影』などの一社提供など大々的にCMを放映していた。現在はPTや親会社パナソニックの提供番組での放映が多くなっている。パナソニック電工が発売する住宅用太陽光発電システム「HIT」シリーズに限定されるが、「HIT」の名称自体は三洋電機の登録商標でオリジナル技術である。2008年北京オリンピック開催前までは、イメージキャラクターにバドミントン部所属のオグシオコンビ（小椋久美子・潮田玲子）を起用していた。

### 過去のCMキャラクター
- 榎本健一（サンヨーカラーテレビ）
- キャンディーズ（エアコン、カラーテレビ） - 放映当時は人気絶頂の頃にあったためすぐ売り切れてCMが打ち切りになる事態に発展した。
- 郷ひろみ（VHSビデオ「Hi-Fiマイコニック」、カラーテレビ「コスモ」）
- 藤竜也（エアコン）
- 八木さおり（ミニコンポ）
- 大地真央（エアコン）
- 古谷一行（エアコン・石油ファンヒーター）
- 高島忠夫（冷蔵庫）
- 宮崎美子（冷蔵庫・洗濯機）
- 島田陽子（冷蔵庫・洗濯機・電子オーブンレンジ）
- ホイットニー・ヒューストン（ミニコンポ、CDラジカセ「ズシーン」）
- ボン・ジョヴィ（ミニコンポ、CDラジカセ「ズシーン」、S-VHSビデオ）
- マウロ・マルティニ（カーオーディオ「エクセディオ」）
- ジャック・ニクラス（大画面テレビ「帝王」）
- 所ジョージ（時短ビデオ・家庭用電話機・家庭用ファクシミリ・エアコン・大画面テレビ「帝王」）
- 東ちづる（エアコン・洗濯機・扇風機）
- 今井美樹（ビデオムービー「ジーマ」「美撮るず」、S-VHSビデオ「3倍見太郎」ほか）
- 加藤紀子（電動アシスト付き自転車）
- 小錦（ポータブルMDラジオシステム「U4」）
- 菊池桃子（エアコン「Drエアコン」）
- 西田尚美（ドラム式洗濯乾燥機）
- 草彅剛（SMAP）（デジタルムービーカメラ「Xacti」）
- 木暮実千代（洗濯機等＝サンヨー夫人）

## 提供番組（全て過去）
よみうりテレビ制作の全国ネット番組での提供が多かった。

### 一社提供
- サンヨーテレビ劇場
- 風小僧
- 白馬童子
- じゃじゃ馬億万長者
- 宇宙Gメン
- ジャングル大帝→ジャングル大帝 進め!レオ
- 仮面の忍者 赤影
- びっくり日本新記録 ※第1期のみ
- スターウルフ ※一社提供の時期あり
- 兼高かおる世界の旅 ※同上

### 複数社提供
日本テレビ系列
- 土曜グランド劇場
- NNNきょうの出来事
- 蒼き流星SPTレイズナー
- 木曜ゴールデンドラマ（ytv制作）
- 蝶々・たけしの21世紀まで待てない!!（同上）
- それいけ!!ココロジー（同上）
- ワンダーゾーン（同上） - ※後半複数社の1社
- 秘密のケンミンSHOW（同上）

TBS系列
- ブロードキャスター

フジテレビ系列
- お茶の間寄席 ※第1期の1969年4月1日以降
- 3000万円クイズ
- クイズグランプリ ※出場者には参加賞「カドニカ・セット」が贈られた
- クイズ漫才グランプリ
- 逆転クイズジャック
- 金曜エンタテイメント
- タモリのSuperボキャブラ天国
- とんねるずのみなさんのおかげでした
- 三枝の愛ラブ!爆笑クリニック（関西テレビ制作）※後半複数社の1社

テレビ朝日系列
- 土曜ワイド劇場
- パネルクイズ アタック25（ABC制作）
- 世界とんでも!?ヒストリー

テレビ東京系列
- 木曜洋画劇場
- TVチャンピオン
- クリスマスキス〜イブに逢いましょう

など

### その他
- 新伍&紳助のあぶない話（関西テレビ制作・フジテレビ系列）※カウキャッチャー